# Грнчаров, Бобан
Бо́бан Грнча́ров (макед. Бобан Грнчаров; 12 августа 1982, Скопье, СР Македония, СФРЮ) — македонский футболист, игравший на позиции защитника. Выступал за национальную сборную Македонии.

## Биография

### Клубная карьера
Воспитанник футбольной школы «Вардара». В 12 лет попал в детскую спортивную школу. Выдержал профессиональный отбор и в 17 стал игроком основы «Вардара», мог стать и профессиональным баскетболистом. Вместе с командой стал победителем Кубка Македонии 1999. Позже играл за македонский клуб «Работнички» и югославский ОФК. Незадолго до переезда в Донецк им интересовались «Фейеноорд» и «Витесс». В 2002 году перешёл в «Металлург», контракт с клубом был заключён на 4,5 года. В 2006 году играл за «Сталь» на правах аренды, выступал под номером 6. За «Сталь» сыграл 21 матч (19 в чемпионате, 2 в кубке), забил 1 гол (в ворота ФК «Харьков») и получил 7 предупреждений (6 в чемпионате, 1 в кубке). Позже стал игроком бельгийского «Гента», а спустя сезон, перебрался в болгарский «Ботев» из Пловдива.

### Карьера в сборной
Выступал за молодёжную сборную Македонии. В национальной сборной дебютировал в августе 2002 года[уточнить] в матче против Мальты.

## Достижения
- Чемпион Македонии (3): 2014/15, 2015/16, 2016/17
- Обладатель Кубка Македонии (1): 1998/99
- Чемпион Кипра (1): 2010/11
- Обладатель Суперкубка Кипра (1): 2010